# Lei Federal de Alimentos, Medicamentos e Cosméticos dos Estados Unidos
Lei Federal de Alimentos, Medicamentos e Cosméticos dos Estados Unidos (em inglês The United States Federal Food, Drug, and Cosmetic Act abreviado como FFDCA, FDCA ou FD&C), é um conjunto de lei aprovadas pelo Congresso em 1938, que deu autoridade à Food and Drug Administration (FDA) para supervisionar a segurança dos alimentos, medicamentos e cosméticos. O autor principal desta lei foi Royal S. Copeland, que foi senador pelo estado de Nova York por três mandatos.